# Day & Night (2010)
Day & Night is een korte animatiefilm van Pixar Animation Studios, geregisseerd door Teddy Newton en geproduceerd door Kevin Reher. De film werd in de bioscopen vertoond voorafgaand aan Toy Story 3, en is verder uitgebracht voor de iTunes.

## Verhaal
De film draait om twee antropomorfe personificaties van dag en nacht. Beide zijn mensachtige figuurtjes in wiens lichaam een landschap te zien is bij respectievelijk daglicht en ’s nachts. Wat er in dit landschap gebeurt, hangt af van het humeur van de personages (als “dag” bijvoorbeeld blij is, is er in zijn landschap een regenboog te zien).
De twee ontmoeten elkaar voor het eerst en worden jaloers op wat er in het landschap van de ander gebeurt. Ze gaan zelfs even met elkaar op de vuist. Uiteindelijk zien ze echter de positieve kant van elkaar in. Uiteindelijk wordt dag de nacht en andersom.

## Rolverdeling
Voor de originele stemmen is gebruik gemaakt van archiefmateriaal van Wayne Dyer. De Nederlandse stemmen zijn gedaan door Ewout Eggink.

## Productie
De film combineert traditionele 2D-animatie met de 3D-computeranimatie waar Pixar het meest bekend om is. Het is de tweede Pixar-film waarbij dit gedaan wordt, de eerste was Your Friend the Rat. Dag en nacht zijn beide met de hand getekend, maar de landschappen in hun lichaam 3D.
Dag en Nacht praten zelf niet. De stem van de verteller in de film is afkomstig van dr. Wayne Dyer, en is niet specifiek voor de film ingesproken maar overgenomen van een lezing die hij in de jaren 70 gaf. Newton verwerkte enkele thema’s van Dyers toespraak over hoe het onbekende mysterieus en mooi kan zijn in de film. De lezing zelf grijpt weer terug op een soortgelijke toespraak van Albert Einstein. Pixar eerde Dyer door hem een privévoorstelling van de film te geven.
De muziek van de film is gecomponeerd door Michael Giacchino, die ook de muziek voor The Incredibles, Ratatouille, en Up componeerde.

## Prijzen en nominaties
Day & Night werd genomineerd voor de Academy Award voor beste korte animatiefilm.
De film won de Annie Award voor beste korte film.